# The Orphan's Lament
The Orphan's Lament è il secondo album del gruppo folk tuvano Huun-Huur-Tu. 

## Tracce
1. Prayer
2. Ancestors
3. Aa-Shuu Dekei-Oo
4. Eerbek-Aksy (name of a town close to Kyzyl)
5. The Orphan's Lament
6. Kaldak Khamar
7. Steppe
8. Borbangnadyr
9. Chiraa-Khoor (The Yellow Trotter)
10. Exile's Song
11. Eki Attar (Good Horses)
12. Irik Chuduk (The Rotting Log)
13. Sygyt
14. Agitator
15. Khomuz Medley
16. Ödugen Taiga

## Formazione
- Kaigal-ool Khovalyg - voce, igil, khomuz
- Sayan Bapa - voce, doshpuluur, marinhuur, chitarra
- Anatoli Kuular - voce, byzaanchi, khomuz
- Alexander Bapa - dunggur, dazhaanning khavy, amarga
- Mergen Mongush - voce (in sygyt, traccia 13)